# 綏蘭道
綏蘭道（すいらん-どう）は中華民国北京政府により設置された黒竜江省の道。

## 沿革
1914年（民国3年）5月に設置。道尹は綏化県に置かれ、下部に綏化、呼蘭、海倫、巴彦、慶城、蘭西、木蘭、通河、湯原の9県及び竜門鎮設治局、鉄山包協領所轄地方、東興鎮協領所轄地方を管轄し、協領所轄地方にはモンゴル旗が設置されている。1917年（民国6年）5月、竜鎮、綏楞、通北の3県を、1918年（民国7年）2月に望奎県が新設された。1929年（民国18年）2月に廃止されている。

## 行政区画
廃止直前の下部行政区画は下記の通り。（50音順）
県
- 海倫県
- 慶城県
- 呼蘭県
- 綏化県
- 綏楞県
- 通河県
- 通北県
- 湯原県
- 巴彦県
- 望奎県
- 木蘭県
- 蘭西県
- 竜鎮県

設治局
- 竜門鎮設治局

協領
- 鉄山包協領
- 東興鎮協領